# Авеліну-Лопіс
Авеліно-Лопіс (порт. Avelino Lopes)  — муніципалітет в Бразилії, входить в штат Піауї. Складова частина мезорегіону Південний захід штату Піауї. Входить в економіко-статистичний мікрорегіон Шападас-ду-Естре-Сул-Піауїенсі. Населення становить 10 620 людей на 2006 рік. Займає площу  1 209,379км². Густота населення — 8,8 осіб/км². 
Свято міста — 20 листопада.

## Статистика
- Валовий внутрішній продукт на 2003 становить 12.497.380,00 реалів (дані: Бразильський інститут географії та статистики).
- Валовий внутрішній продукт на душу населення  на 2003 становить 1.242,41 реалів (дані: Бразильський інститут географії та статистики).
- Індекс розвитку людського потенціалу на 2000 становить 0,574 (дані: Програма розвитку ООН).

## Географія
Клімат місцевості: напівпустеля. 
| Бразилія | Це незавершена стаття з географії Бразилії. Ви можете допомогти проєкту, виправивши або дописавши її. |

1. 1 2 3 4 5  OpenStreetMap — 2004.